# Acid abscisic
Acid abscisic (viết tắt theo tiếng Anhː ABA) là một hormone thực vật. ABA có vai trò trong nhiều quá trình phát triển thực vật, bao gồm sự ngủ nghỉ của hạt giống và nụ, kiểm soát kích thước cơ quan và đóng khí khổng, sự rụng cơ quan thực vật. Hormone này đặc biệt quan trọng đối với cây trồng để ứng phó với các stress từ môi trường, bao gồm chống hạn hán, chống chịu mặn, chống chịu với lạnh, chống đóng băng, chịu nhiệt và chống chịu với các ion kim loại nặng.

## Chức năng
ABA ban đầu được cho là có liên quan đến việc rụng các cơ quan (abscission). Bây giờ ta biết rằng điều này chỉ đúng với một số loài thực vật nhất định. Tín hiệu qua trung gian là ABA cũng đóng vai trò quan trọng trong đáp ứng của cây đối với stress môi trường và các mầm bệnh thực vật. Các gen thực vật giúp sinh tổng hợp ABA và thứ tự các bước của con đường cũng đã được làm sáng tỏ. ABA cũng được tạo ra bởi một số loại nấm gây bệnh thực vật nhưng thông qua một con đường sinh tổng hợp khác với ABA sinh tổng hợp trong thực vật.
Acid abscisic có được cái tên của mình với việc đóng vai trò trong hiện tượng rụng (abscission) lá cây. Để chuẩn bị cho cây vào mùa đông, ABA được sản xuất trong những chồi muộn. Điều này giúp làm chậm sự phát triển của cây và "chỉ đạo" những lá non phát triển vảy để bảo vệ những chồi đang ngủ trong mùa lạnh. ABA cũng ức chế sự phân chia của các tế bào trong các tầng cambium, và đáp ứng với điều kiện lạnh trong mùa đông bằng cách làm chậm sinh trưởng sơ cấp và thứ cấp.
Acid abscisic cũng được tạo ra trong rễ để đáp ứng với điều kiện giảm thế nước của đất (liên quan đến đất khô) và các tình huống khác mà cây có thể bị stress. ABA sau đó chuyển sang lá, nơi nó nhanh chóng làm thay đổi áp suất thẩm thấu của các tế bào bảo vệ của khí khổng, làm cho chúng co lại do đó làm đóng khí khổng. Việc đóng khí khổng này sẽ làm giảm thoát hơi nước qua lá, do đó ngăn ngừa mất nước trong thời gian lượng nước có sẵn là thấp. Một mối tương quan tuyến tính chặt chẽ đã được tìm thấy giữa lượng ABA của lá và độ nhạy của chúng (tính kháng khí khổng) trên một diện tích lá cơ sở.
Sự nảy mầm của hạt cũng bị ức chế bởi ABA, ngược lại với tác dụng của gibberellin. ABA cũng ngăn ngừa hạt giống rời khỏi trạng thái ngủ. 
Một số cây Arabidopsis thaliana bị đột biến với ABA đã được xác định và có sẵn trong Trung tâm Lưu trữ Nottingham Arabidopsis - tất cả đều thiếu hụt trong sản xuất ABA và chúng có những thay đổi trong độ nhạy với hành động của mình. Thực vật quá mẫn cảm hoặc không nhạy cảm với ABA biểu hiện kiểu hình trong thời gian ngủ của hạt giống, nảy mầm, điều hòa khí khổng, và một số đột biến cho thấy sự phát triển còi cọc và lá bị nâu/vàng. Những đột biến này phản ánh tầm quan trọng của ABA trong nảy mầm hạt giống và phát triển phôi sớm.
PyrABActin (một pyridyl có chứa chất hoạt hóa ABA) là một chất hypocotyl naphthalene sulfonamide ức chế sự mở rộng tế bào, tức là chủ vận đường truyền tín hiệu ABA trong hạt giống. Đây là chất chủ vận đầu tiên của con đường ABA không có cấu trúc liên quan đến ABA.